# ZOO FOR SALE
『ZOO FOR SALE』（ズー・フォー・セール）は、ZOOのベスト・アルバム。1993年5月21日にFOR LIFEから発売。

## 概要
メジャー・デビュー4周年突入日に発売された、初のベスト・アルバム。初回生産盤はブックレット封入特製パッケージ仕様。既発曲はリマスタリングで収録。「Gorgeous」は原曲よりキーを上げたNew Versionで収録。本作に収録の新曲「SHY-SHY-SHINE」がシングルバージョンとして、C/Wに「Fall in love」を含みシングルカットされた。

## チャート成績
最後のオリコンチャートTOP10入りアルバム。

## 収録曲
1. Choo Choo TRAIN（4：33）[1]
2. Careless Dance（5：19）[1]
3. Last Play（Remix New Version）（5：09）[1]
4. Native（5：28）[1]
5. DADA'S Theme Count Down（'93 Remix Lab.Version）（3：46）[1]
6. Present Pleasure（4：25）[1]
7. 恋のブギ・ウギ・トレイン（6：45）[1]
8. after care（6：32）[1]
9. YA-YA-YA（5：10）[1]
10. Kiss me（5：18）[1]
11. Gorgeous（New Version）（5：11）[1]
編曲:遠山淳
12. SHY-SHY-SHINE（5：08）[1]
作詞・作曲:尾関昌也
編曲:遠山淳
13. Fall in love（4：58）[1]
作詞:佐藤ありす
作曲:横山輝一
編曲:遠山淳
14. [BONUS TRACK]Choo Choo TRAIN（Instrumental）（4：33）[1]

## 演奏
- 遠山淳、松下誠、角田順、鈴木弘明、曳田修、遠藤由美、河合夕子、藤井康一、笛吹利明、山本拓夫、包国充、荒木敏男、河東伸夫、村田陽一、浜口茂外也、吉永寿、本田雅人 (#11.12.13)